# Anne Bourrel
Pour les articles homonymes, voir Bourrel.
Anne Bourrel est une écrivaine française née le 31 mai 1970 à Carcassonne. Elle écrit des romans noirs, de la poésie et des textes pour le théâtre. Elle vit et travaille en Languedoc-Roussillon.

## Biographie
Elle a suivi des études de lettres à Montpellier et à Twickenham. Elle a été professeur de langues en Angleterre puis à son retour en France, elle a travaillé dans le domaine des ressources humaines avant de se consacrer pleinement à l'écriture. Romancière et dramaturge, elle est déjà lauréate de six prix littéraires.
Elle a écrit une pièce chorégraphique, Un effort de mémoire, pour la compagnie de danse L'Essoreuse, basée à Saint-Denis, puis des textes pour le théâtre dont Gualicho, joué plus de 250 fois par sa comédienne fétiche Charo Beltran Nuñez.
Contrebandes, roman sonore, est son premier roman noir en 2002, mais mal publié il passe complètement inaperçu. Pour son deuxième livre, elle change d'éditeur. Le Roman de Laïd est une enquête sur la mémoire de la guerre d'Algérie.
En 2012, remarquée par Lilian Bathelot, romancier et Pierre Fourniaud, l'éditeur de La Manufacture de livres, elle publie Gran Madam's qui marque son entrée dans le monde littéraire et éditorial. Elle a ensuite publié dans la même maison L'Invention de la neige, puis du théâtre Gualicho, théâtre flamenco, en 2016 et en avril 2018 Le Dernier Invité ainsi qu'une pièce de théâtre sur le tango, Voyez comme on danse, interprétée par Charo Beltran Nuñez, Jean-Sébastien Rampazzi, puis Edgardo Navarro.
Anne Bourrel lit et performe ses textes accompagnée par divers artistes et musiciens. Pour Le Dernier Invité, elle propose une installation plastique en fils de laine rouge. L'oudiste et guitariste Arnaud Millan l'accompagne pour cette lecture-performance.
Anne Bourrel est membre du groupe d'écrivains néo-réalistes "Au nord les corons".
Elle collabore régulièrement, à travers des œuvres originales soutenant leur cause, avec les membres de l'association "Les hirondelles vertes" luttant contre l'élévation du barrage hydro-électrique de Fonte Gelade, dans la Creuse.
Lors de la querelle qui a opposé plusieurs grands noms de la littérature noire contemporaine, querelle dite "Schisme du bout", elle s'est abstenue de tout commentaire public, mais a reconnu en privé s'aligner sur les positions de son ami Hervé Commère.

### Romans
- TAKOYAKI, ours éditions, septembre 2024  (ISBN 978-2-491987-88-6)
- Le Roi du jour et de la nuit, éditions La manufacture de livres, mai 2023
- Le Dernier Invité, éditions La manufacture de livres, avril 2018  (ISBN 978-2-35887-253-9)
- L'Invention de la neige, éditions La manufacture de livres, février 2016  (ISBN 978-2-3588-7116-7)
- Gran Madam's, éditions La manufacture de livres, 5 février 2015  (ISBN 978-2-3588-7086-3)
- Le Roman de Laïd, Acoria, 2008  (ISBN 978-2-35572-005-5)
- Contrebandes, L’Harmattan[2], 2002  (ISBN 978-2-7475-2539-8)

### Théâtre
- Voyez comme on danse, édition La Manufacture de livres, avril 2018  (ISBN 978-2-35887-261-4)
- Gualicho, édition La Manufacture de livres, 2016  (ISBN 978-2-35887-159-4)
- Barbie furieuse, mise en scène Benoît Seguin, inédit.
- Théâtre Varda Vilar, mise en scène Katharina Stalder avec Claude Maurice et Pierre Barayre, commande du théâtre Hirsute, créée le 13 octobre 2012 à la scène nationale d’Albi. Inédit.
- Pare-brise, éditions d’artistes Le Ventre et l'Œil, Montpellier, mars 2011, créée au Théâtre de la Vista, Montpellier, mars 2011.
- « Écrivain, quand même, c’est la grande classe », in L'Auteur en première ligne, collection des quatre-vents, L'Avant-scène théâtre, Paris, 2010.
- ¡Gualicho! : théâtre flamenco, suivi de Iran, irae, éd. Acoria, 2008  (ISBN 978-2-35572-012-3)
- « Monsieur Albert veut changer de nom », in collectif Nouvelles de la révolte, Cap Béar 2007. Pièce de théâtre et œuvre pour la radio lue par Claude Marti.
- Les Îles éparses, écriture collective en 5 actes, un acte par auteur, de Michel Granvale, Fred Gelbseiden, Jean Reinert, Anne Bourrel, René Escudié, ABS éditions, 18 juin 2008  (ISBN 978-2-9158-3941-8)

### Scénario
- Dance of the orchid, octobre 2009, co-écriture avec Subarna Thapa.

### Poésie
- Shakhor, éditions du Phare, 1996 (prix de la création de la ville de Dax)
- Chemin Liquide, Souffles éditions, 2001 (premier prix des écrivains méditerranéens)

### Nouvelles et textes courts
- " fausse-fourrure, Diable vauvert 2018
- « Désordre », in Votre maitresse humblement, collectif pour le prix de la nouvelle érotique, Au Diable Vauvert, octobre 2017.
- « Vénus au Parking », in Ancre noire, collectif pour le prix de la nouvelle érotique, Au Diable Vauvert, octobre 2016.
- « Café Hafa », in Étranges étrangers, collectif, nouvelles pour la Cimade, La Manufacture de livres, juin 2015.
- « Los caballeros », revue Crié, Nîmes, janvier 2014.
- « Esteban et Alméria », nouvelle, revue Brèves, mai 2011, traduction en espagnol Marc Castang-Lopez.
- « Les Albondigas », « L'Animatrice », « Frédéric et Fenix le chien », textes publiés par la revue en ligne Squeeze (écrivain du trimestre), janvier 2011.
- « Foot de Salon », nouvelle, La Gazette de Montpellier, 1er juillet 10, Montpellier.
- « La Famille d’Anna », nouvelle publiée par Cap Béar, collectif « 68, écho du Languedoc », mai 08
- « La Mer », performance et texte, La Vista, Montpellier, mai 06, printemps de poètes, Mtp 08
- « Chansons pour Gil Non », Quartiers Libres 07, Montpellier
- « La Fée Morgane », texte pour Charo Beltran, Quartiers Libres, Montpellier, 06, Avignon, 07, Aurillac 08, 09, 10 etc.…
- Chemin liquide, poésie, aux éditions Souffles, prix d’honneur des écrivains méditerranéens, Montpellier, 01
- Shakhor, poésie, avec les photographies de David Robesson, aux éditions du Phare, prix de la création, Pau, 96[3]

## Vidéos
- Voyez comme on danse, théâtre tango au théâtre de poche les 22, 23, 24 mars 2018, Le Rouge Gorge, les mardis 10, 17 et 24 juillet 2018 (voir en ligne)
- Gualicho, théâtre flamenco, festival d'Avignon 2010 (voir en ligne)

## Distinction
- Festival Polar de Cognac 2018 : Meilleur spectacle théâtral pour Voyez comme on danse[4]